# Lublin R-X
Il Lublin R-X fu un aereo da ricognizione e collegamento, monomotore, monoplano, sviluppato dall'azienda aeronautica polacca E. Plage i T. Laśkiewicz nei tardi anni venti, prodotto in pochi esemplari di preserie. Da esso venne sviluppato il successivo Lublin R-XIII prodotto in serie per la Lotnictwo Wojska Polskiego.

## Storia del progetto
Nel 1927 il Dipartimento dell'Aviazione (Departament Aeronautyki M.S, Wojsk) del Ministero della Guerra polacco indisse un concorso relativo ad un aereo militare destinato al collegamento e all'osservazione. Il requisito prevedeva un velivolo, concepito per operare da aeroporti di fortuna, preparati dalle unità terrestri dell'esercito, motorizzato con un radiale Wright J-5 Whirlwind da 220 hp di provenienza americana. L'ufficio tecnico della ditta privata E. Plage i T. Laśkiewicz di Lublino, diretto dall'ingegnere Jerzy Rudlicki, nel 1928 presentò una proprio progetto, designato R-X. Altre proposte giunsero dalla L.W.S., con l'LWS.5 e dalla P.Z.L., con l'Ł.2. Tutte e tre le aziende ottennero un ordine per la produzione di prototipi, con cui effettuare i test di comparazione. Il Dipartimento dell'Aviazione emise un ordine per la produzione di due prototipi, una cellula per i test statici, e cinque esemplari di preserie designati R-Xa. Il primo di essi volò per la prima volta a Lublino il 1º febbraio 1929 nelle mani del collaudatore Antoni Mroczkowski. Dopo il successo del primo volo, nel mese di marzo l'aereo venne mandato presso l'I.B.T.L. (Instytut Badań Tecnicznych Lotnictwa) di Varsavia per effettuare le prove militari di accettazione. Durante le prove acrobatiche eseguite dal collaudatore Jerzy Kossowski l'aereo fece registrare una velocità massima di 171 km/h al livello del mare. Furono eseguiti anche collaudi per l'impiego da piste innevate tramite sci al posto del carrello di atterraggio, che diedero esito positivo.

## Tecnica
Il Lublin R-X era un monoplano ad ala alta, di costruzione mista in legno e metallo. La fusoliera aveva sezione rettangolare. La zona anteriore era rivestita in duralluminio, mentre il resto in compensato e tela. La parte terminale della fusoliera era realizzata in legno rivestito di compensato. L'impennaggio di coda era del tipo classico monoderiva, dotato di piani orizzontali controventati, rivestiti in compensato, mentre il timone era rivestito in tela.
La configurazione alare era monoplana con ala alta rettangolare con estremità ellittiche, dotata di profilo Clark Y e corda al 2,2%. Essa, di costruzione completamente lignea, era bilongherone, rivestita di tela, legno e compensato. In circa trenta minuti l'ala poteva essere divisa in due distinte semiali, ripiegabili all'indietro al fine di favorire il traino a terra e l'immagazzinamento del velivolo.
Il carrello d'atterraggio era un triciclo classico a V, fisso, dotato anteriormente di gambe di forza ammortizzate oleodinamicamente, ed integrato posteriormente da un pattino d'appoggio.
Biposto, dotato di due abitacoli aperti in tandem, l'anteriore per il pilota, dotato di parabrezza, ed il posteriore per l'osservatore e/o mitragliere, equipaggiati con adeguata strumentazione e doppi comandi.
La propulsione era affidata ad un motore radiale Skoda-Wright J-5Ab, a 9 cilindri raffreddati ad aria, erogante la potenza di 220 hp (176 kW) azionante un'elica bipala lignea di 2,7 m di diametro. Gli scarichi del propulsore erano dotati di marmitte silenziate. La capacità massima del serbatoio era pari a 1 250 litri di combustibile.
L'armamento difensivo si basava su una mitragliatrice brandeggiabile Lewis calibro 7,7 mm installata su un supporto ad anello nella postazione difensiva posteriore.

## Impiego operativo
Il primo esemplare di preserie (n/c 52-3) volò per la prima volta nell'estate del 1929. Differiva dai prototipi per avere il posto di pilotaggio con strumentazione modificata, e un armamento basato su una mitragliatrice brandeggiabile dall'abitacolo posteriore.
Nel dicembre dello stesso anno avvennero i test militari comparativi con i due velivoli rivali, il PWS-5T2 e il PZL L.2, al cui termine fu dichiarato vincitore il velivolo dalla Lublin. Rispetto ai rivali l'R-X disponeva di più una più breve corsa di decollo e di atterraggio, buona maneggevolezza a bassa velocità e soddisfacenti prestazioni generali, ma le autorità ordinarono alla fabbrica di sviluppare ulteriormente il disegno dell'aereo. Il risultato della riprogettazione portò alla realizzazione del nuovo Lublin R-XIII, che fu prodotto in serie per l'aeronautica militare. I pochi esemplari prodotti di R-X entrarono in servizio come velivoli da collegamento presso lo Stato Maggiore, mentre uno fu assegnato al 2º Reggimento Aereo (2 Pułku Lotniczym) di Cracovia. Nel 1931 tre aerei vennero modificati come macchine da trasporto VIP, con l'eliminazione della mitragliatrice posteriore, e l'installazione di un comodo seggiolino. Dopo poco tempo alcuni aerei furono trasferiti presso il C.W.L. (Centro di addestramento) di Deblin, per svolgere attività sperimentale, prestando servizio fino al termine del 1932.

### La carriera sportiva dell'R-X
Il settimo R-X di produzione (n/c 52-7) fu realizzato come velivolo sportivo per voli su lunga distanza. L'aereo disponeva di un serbatoio supplementare di carburante da 800 litri che dava un'autonomia di 2.500 km (o 18 ore).
L'R-Xa bis, con matricola civile SP-ABW e nomignolo "Srebrny Ptak" (Silver Bird), fu utilizzato per diversi voli a lunga percorrenza. Il 25 agosto 1929 l'aereo volò senza scalo dall'aeroporto di Poznań- Ławica a Barcellona, dove fu esibito alla locale esposizione aerea. Durante il volo di ritorno il velivolo effettuò uno scalo tecnico a Parigi, rientrando in patria il 3 settembre. Tra il 23 settembre e il 7 ottobre 1931 il capitano Stanisław Karpiński, coadiuvato dall'ingegnere J. Suchodolski, effettuò un volo intorno all'Europa, via Varsavia-Bucarest-Istanbul- Roma-Torino-Londra-Varsavia, per un totale di 6.450 km. Nel corso del 1932 il velivolo fu modificato con l'aggiunta di un anello Townend sul motore, carenature sulle ruote e elica metallica, venendo designato R-Xa bis. Tra il 2 e il 24 ottobre 1932 Karpiński, insieme al meccanico Wiktor Rogalski, effettuò un ulteriore volo da primato per raggiungere l'Afghanistan. L'aereo seguì l'itinerario Varsavia-Sliven-Istanbul-Aleppo-Baghdad-Teheran-Herat-Kabul-Herat-Teheran-Bagdad-Il Cairo-Gerusalemme-Aleppo-Istanbul-Lublino-Varsavia, per un totale di 14.390 chilometri coperti in 108 ore e 50 minuti di volo. In tale occasione il velivolo operò in ogni condizione climatica possibile, dando buona prova. L'aereo fu demolito nel 1935.

## Versioni
- R-X: due prototipi (n/c 52-1/57-2), e una cellula per le prove statiche. Primo volo il 1º febbraio 1929.
- R-Xa: cinque esemplari di preserie (n/c 52-3/57-7).[4]
- R-Xa bis: un esemplare di preserie (n/c 52-7) modificato per eseguire voli a lunga distanza.[17]

## Utilizzatori
Polonia
- Lotnictwo Wojska Polskiego